# Tadeusz Stefaniak
 Tadeusz Artur Stefaniak (ur. 29 lipca 1960 r. w Strzelinie) – polski doktor habilitowany nauk o kulturze fizycznej, specjalizujący się w metodyce treningu sportowego; nauczyciel akademicki związany z Akademią Wychowania Fizycznego we Wrocławiu.

## Życiorys
Urodził się w 1960 roku w Strzelinie na Dolnym Śląsku, gdzie ukończył liceum ogólnokształcące o profilu biologiczno-chemicznym. Następnie podjął studia na Akademii Wychowania Fizycznego we Wrocławiu, które ukończył w 1983 roku, zdobywając uprawnienia instruktorskie z boksu, pływania i podnoszenia ciężarów. Przez kolejny rok pracował jako nauczyciel wychowania fizycznego w Szkole Podstawowej nr 74 we Wrocławiu. W 1984 roku podjął pracę na stanowisku asystenta w Katedrze Sportów Walki w swojej macierzystej uczelni. W 1986 r. ukończył studia podyplomowe religioznawczo-etyczne na Wydziale Filozoficzno-Historycznym Uniwersytetu Wrocławskiego. W 1992 roku uzyskał stopień naukowy doktora nauk o kulturze fizycznej na podstawie pracy pt. Problemy życiowe polskich sportowców po zakończeniu kariery zawodniczej, której promotorem był prof. Gabriel Łasiński. W 2009 roku Rada Wydziału Wychowania Fizycznego wrocławskiej AWF nadała mu stopień naukowy doktora habilitowanego nauk o kulturze fizycznej na podstawie rozprawy nt. Dokładność odtwarzania zadanej siły przez zawodników sportów walki. W tym samym roku został zatrudniony na stanowisku profesora nadzwyczajnego w Katedrze Dydaktyki Sportu. W 2010 został nominowany na stanowisko dyrektora nowo powstałego Instytutu Sportu na Wydziale Wychowania Fizycznego, a po jego przekształceniu w samodzielny Wydział Nauk o Sporcie w 2012 roku, został jego pierwszym dziekanem.
Poza działalnością na uczelni od 2002 roku jest członkiem Międzynarodowego Stowarzyszenia Motoryki Sportowej (International Association of Sport Kinetics) oraz Polskiego Towarzystwa Naukowego Kultury Fizycznej. Od 2005 roku pełni funkcję konsultanta ds. kultury fizycznej w ogólnopolskim miesięczniku Men’s Health.

## Dorobek naukowy
Tadeusz Stefaniak jest autorem blisko 66 prac oryginalnych, dwóch książek oraz 35 komunikatów zjazdowych. Obszar jego zainteresowań naukowych związany jest z optymalizacją kształtowania siły w procesie ontogenezy z uwzględnieniem aspektów koordynacyjnych, w tym m.in. różnicowania kinestetycznego oraz ich powiązania z kształtowaniem sprawności sensomotorycznej. Posiada uprawnienia trenera I klasy w kulturystyce i w boksie.